# Gaspar de Portolà

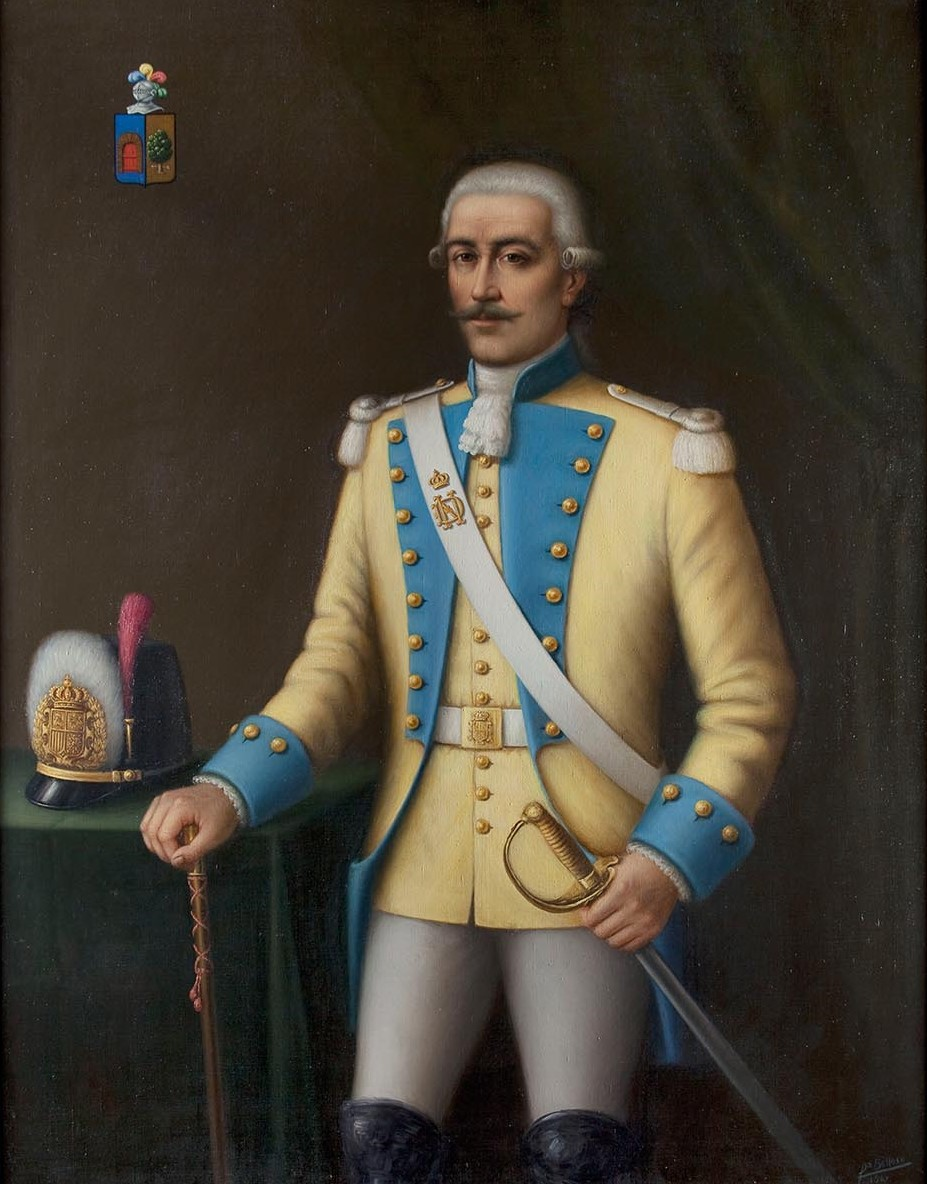
Gaspar de Portolà

Gaspar de Portolà i Rovira (* 1716 in Balaguer, Katalonien; † 1784 in Spanien oder Neuspanien) war ein spanischer Soldat, Gouverneur von Baja California und Alta California, Entdecker und Gründer von San Diego und Monterey.

## Geschichte
Bis 1767 hatten jesuitische Missionare ungefähr dreiundzwanzig Missionsstationen auf der Halbinsel Baja California errichtet. Gerüchte gingen um, wonach die Jesuiten dabei sehr reich und sehr mächtig geworden seien. Unter anderem aufgrund dieser Gerüchte verhängte Karl III. schließlich das Jesuitenverbot. Damit verbunden verbannte er alle Jesuiten aus Neuspanien und befahl ihre Verhaftung und Deportation nach Spanien. Gaspar de Portolà wurde beauftragt den Befehl des Königs auszuführen und die Jesuiten zu verhaften. Die Missionen wurden den Franziskanern und später den Dominikanern übergeben. Die Franziskaner spielten im Anschluss eine zentrale Rolle bei der Inbesitznahme von Oberkalifornien für die spanische Krone.

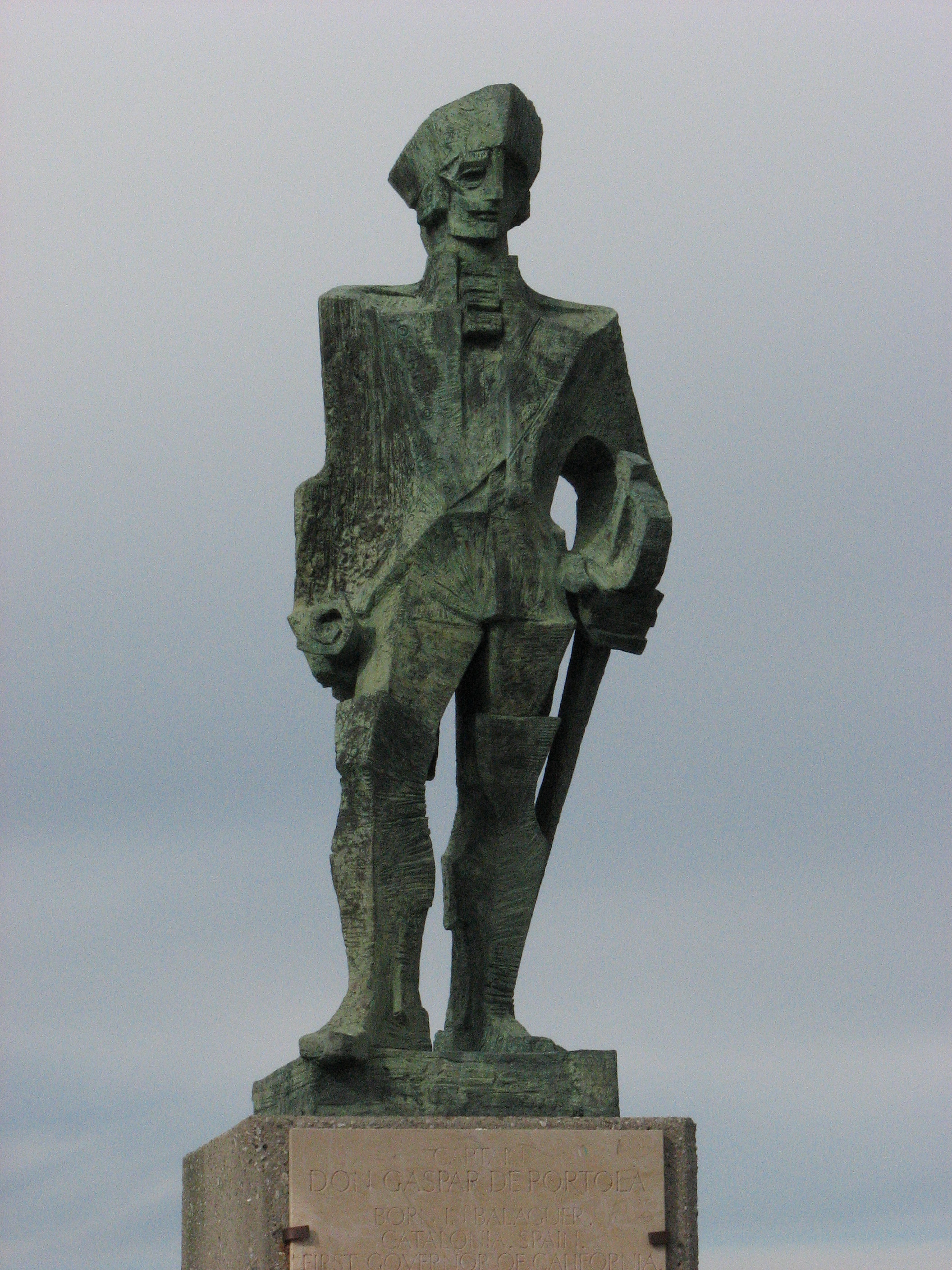
Statue von Gaspar de Portolà, von Josep Maria Subirachs

Trotz des Verbots des Jesuitenordens war Spanien weiterhin sehr daran interessiert, Missionsstationen in Alta California zu errichten. Dies besonders, weil die spanische Krone fürchtete, Großbritannien oder Russland könnten das Gebiet für sich beanspruchen. Die kartographischen Grundlagen für den Vorstoß der Spanier entlang der kalifornischen Küste nach Norden hatte 1602 Sebastián Vizcaíno geliefert. Im Mai 1768 meldete sich Portolà freiwillig, eine Expedition, bestehend aus vier Gruppen – zwei zur See und zwei zu Land – zu führen.
Alle vier Detachemente sollten sich in der Bucht von San Diego wieder treffen. Das erste Schiff, die San Carlos verließ La Paz am 10. Januar 1769, die San Antonio folgte am 15. Februar. Zu Land begann der Vorstoß am 24. März unter der Führung von Fernando Rivera y Moncada und am 15. Mai unter der Führung von Portolà von der Mission San Fernando Velicata aus. Portolà wurde von Ordensbürdern und Missionaren sowie Soldaten begleitet. Auch der Franziskaner Junípero Serra, der als Gründer von San Francisco betrachtet wird, gehörte zur Gruppe.
Wegen eines Fehlers auf den Karten von Vizcaíno verpassten die Schiffe den Golf von San Diego zunächst und segelten weiter bis zum heutigen Los Angeles, bis sie den Fehler bemerkten und wieder zurückkehrten. Aus diesem Lager ist später die Stadt San Diego geworden. Die San Antonio erreichte San Diego am 11. April, die San Carlos, die mit starken Winden und Stürmen zu kämpfen gehabt hatte, am 29. April. Ein drittes Schiff, das ihnen mit Nachschub folgen sollte, fiel vermutlich der See zum Opfer. Rivera erreichte die Bucht im Mai und errichtete dort das Lager, das später zum Presidio wurde. Portolà erreichte den Ort am 27. Juni. Serra folgte ihm zwei Tage später mit dem größten Teil des Nachschubs, 70 Mann, einer großen Herde Vieh und Pferden sowie 163 Maultieren. Die Seeleute waren aber stark dezimiert worden. Viele von ihnen waren schon auf See gestorben, die meisten an Skorbut, aber auch nach der Ankunft in San Diego starben fast täglich Seeleute. Von den zweihundertneunzehn Männern, die Baja California verlassen hatten, blieben noch etwas mehr als Hundert übrig.
Am 16. Juli 1769 errichtete Serra ein Kreuz und feierte die erste Heilige Messe in Alta California. Er errichtete die Mission San Diego de Alcalá. Dies war die erste der Spanischen Missionsstationen in Kalifornien und wurde zum Ausgangspunkt der El Camino Real, der „königlichen“ Straße von San Diego nach San Francisco, dem wichtigsten Handelsweg Kaliforniens bis zur Ankunft der Amerikaner (als sich das Interesse auf Verbindungen nach Osten verlagerte).
Am 14. Juli 1769 war Portolà bereits aufgebrochen, um sich auf die Suche nach der Bucht von Monterey zu machen. Portolàs Gruppe marschierte nun konstant nordwärts, über das heutige Los Angeles und Santa Monica erreichten sie am 19. August Santa Barbara. Sie zogen weiter über San Simeon und erreichten schließlich am 1. Oktober die Mündung des Salinas River nördlich von Monterey.
Nach einem Marsch von ungefähr tausend Meilen nach Norden hatten sie den gesuchten Hafen erreicht. Aber der Nebel verschleierte die Küste, so dass die Bucht und der erwartete natürliche Hafen von Monterey nicht zu erkennen war. So konnten sie die Küstenform, die Vizcaíno beschrieben hatte, nicht finden, obwohl sie den Strand mehrmals abmarschierten. Im Glauben, den gesuchten Hafen verpasst zu haben marschierten sie weiter nach Norden weiter, wo sie bis zum San Francisco Bay kamen. Sie benannten viele Orte südlich der heute als Golden Gate bekannten Meerenge. Anschließend kehrten sie nach San Diego zurück, wo sie am 24. Januar 1770 eintrafen.
Nachdem Portolà von einem seiner Offiziere überzeugt worden war, dass er Monterey tatsächlich gefunden hatte, stellte er erneut eine Expeditionsgruppe zusammen. Im April 1770 segelte die San Antonio wieder nordwärts, Junípero Serra fuhr mit. Portolà selbst leitete erneut eine Gruppe zu Land.
Die Expedition folgte demselben Weg, den sie schon im Winter zuvor, bei der Rückkehr nach San Diego, gefolgt waren. Nach sechsunddreißig Tagen erreichte er die Stelle, von der er schon im Jahr zuvor erwartet hatte, den Hafen von Monterey zu sehen, doch jetzt erkannte er an einem schönen Tag, wie die Beschreibung auf den alten Karten passte. Zur Feier der Entdeckung wurde eine Messe abgehalten und das Land offiziell für Spanien annektiert. Sie legten die Grundsteine für die Mission San Carlos Borromeo de Carmelo, der zweiten der Spanischen Missionen in Kalifornien, und für das Presidio von Monterey.
Portolàs Aufgabe war beendet. Er überließ Capitan Pedro Fages das Kommando und segelte nach San Blas ab. 1776 wurde Portolà zum Gouverneur von Puebla ernannt. 1784 wurde sein Nachfolger ernannt und er kehrte nach Spanien zurück. Über sein weiteres Leben ist nichts bekannt.

## Nachruf
In Pacifica steht eine 2,7 Meter hohe Statue von Gaspar de Portolà, die dem kalifornischen Staat von der katalanischen Regierung 1988 geschenkt wurde. Portola, Kalifornien und Portola Valley sowie verschiedene Einrichtungen und Schulen tragen seinen Namen.